# Michel De Groote
Michel De Groote (* 18. Oktober 1955 in Herstal) ist ein ehemaliger belgischer Fußballspieler.

## Karriere

### Vereine
Aus der Jugend des RSC Anderlecht hervorgegangen, rückte De Groote in die Erste Mannschaft auf, wurde in der Saison 1974/75 in der 1. Division jedoch noch nicht eingesetzt. Er bestritt von 1975 bis 1977 40 Punktspiele, in denen er vier Tore erzielte. Anschließend spielte er zwei Jahre lang für den Ligakonkurrenten RFC Lüttich, bevor er zum RSC Anderlecht zurückkehrte. Die zweite Verbindung hielt zehn Jahre lang, in denen er sechs nationale und drei internationale Titel gewann. In den drei europäischen Wettbewerben bestritt er 20 Begegnungen im Landesmeister-, zehn im Pokalsieger- und 33 im UEFA-Pokalwettbewerb.
Danach zum Erstliganeuling KAA Gent gewechselt, kam er in drei Saisons in 79 Punktspielen zum Einsatz, in denen er torlos blieb, wie auch in den sieben Spielen im Wettbewerb um den UEFA-Pokal 1991/92. Im Alter von 36 Jahren, in denen sich seine Spielerkarriere dem Ende zuneigte, spielte er in der Saison 1992/93 für den unterklassigen Verein KFC Avenir Lembeek in der gleichnamigen Teilgemeinde der Stadt  Halle in der Provinz Flämisch-Brabant. 

### Nationalmannschaft
De Groote bestritt vier Länderspiele für die A-Nationalmannschaft. Er kam am 30. März und 27. April 1983 in den beiden Spielen gegen die Nationalmannschaft der DDR in der EM-Qualifikationsgruppe 1, wie auch am 19. und 22. Dezember 1984 gegen die Nationalmannschaften Griechenlands und Albaniens in der WM-Qualifikationsgruppe 1 zum Einsatz.

## Erfolge
- Europapokalsieger der Pokalsieger 1976 (ohne Finaleinsatz)
- UEFA Super-Cup-Sieger 1976
- UEFA-Pokal-Sieger 1983, -Finalist 1984
- Belgischer Meister 1981, 1985, 1986, 1987
- Belgischer Pokal-Sieger 1988, 1989